# Каома (град)
 Тази статия е за град Каома.  За музикалната група вижте Каома.  
Каома (на английски: Kaoma) е град в централната част на Западна Замбия. Намира се в Западната провинция на страната. Шосеен транспортен възел. Има най-големия зеленчуков пазар в района. Население от 19 851 жители (2010) г.